# 紅茶の等級区分

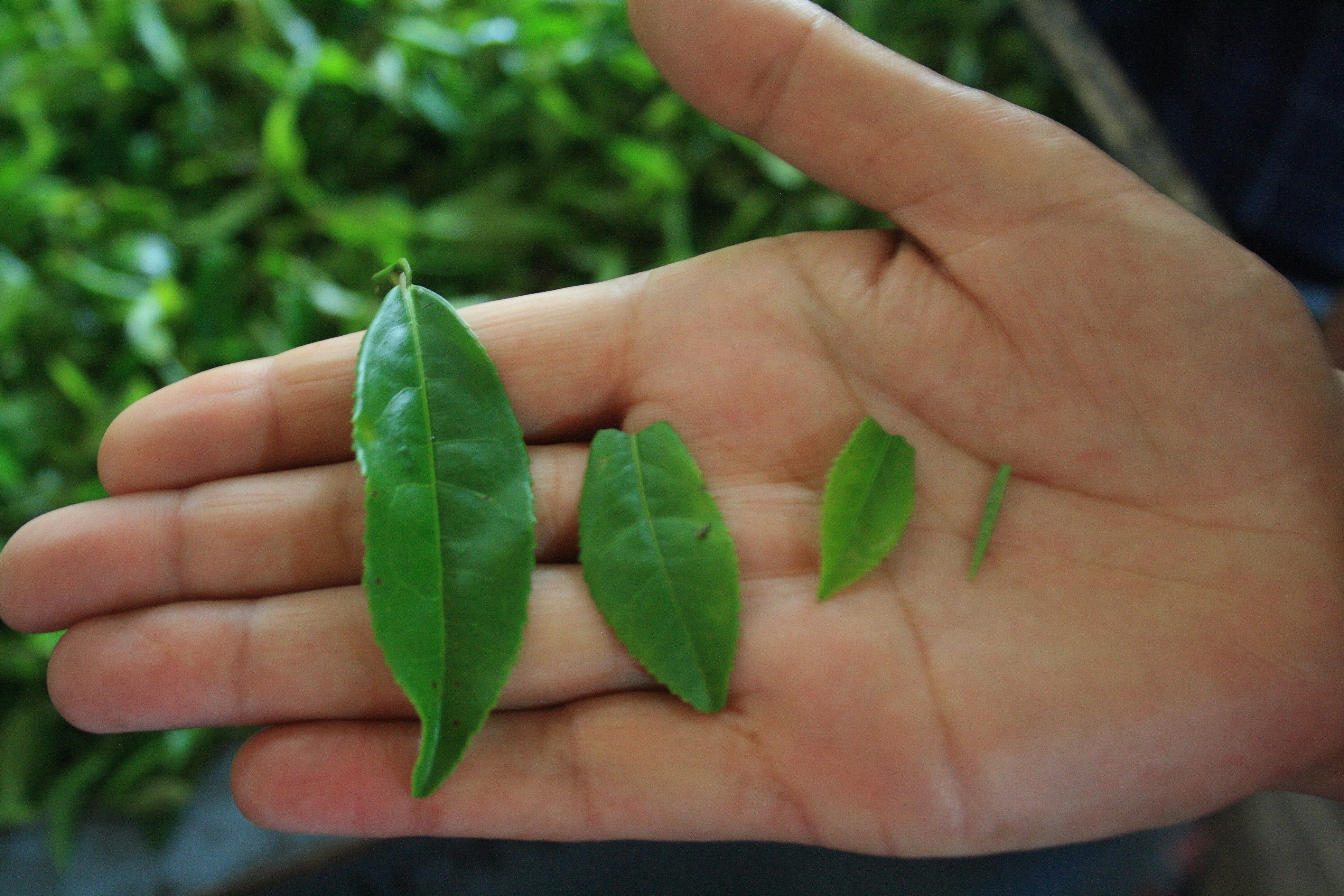
収穫直後の違うサイズの茶葉。大きな茶葉より小さな茶葉のほうが貴重である。

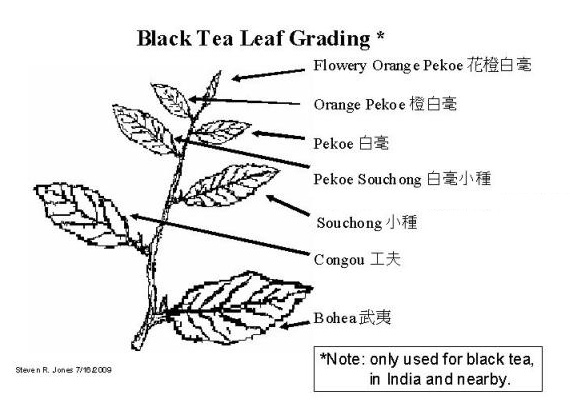
紅茶の等級区分

紅茶産業において、紅茶の等級区分は茶葉の大きさと形状に基づいて区分される。
西洋と南アジアにおいて、紅茶の茶葉でもっとも等級が高いものは「オレンジペコー」とされ、もっとも低いものは「ファニングス」、または「ダスト」とされる。ペコー紅茶の等級はそれぞれの品質によって区分され、収穫時に芽と共に、近接する若葉が何枚摘まれたか（2枚、1枚または無し）によって決定される。もっとも高い等級のペコーは茶葉の中でも若葉のみから成り、茶葉は指の腹を使って摘まれる。茶葉を傷つけることを防ぐため、爪や機械は使用されない。また、一部の等級は特定の種類の紅茶によく合う。例としては、白茶は茶葉の中でも新芽が加工されたものがよく使用されている。
オレンジペコーは略称で「OP」と表記される。また、この等級区分方式にはOPよりも高い分類も含まれ、それらは主に葉の完全さや大きさによって決定される。

## 一般的な区分

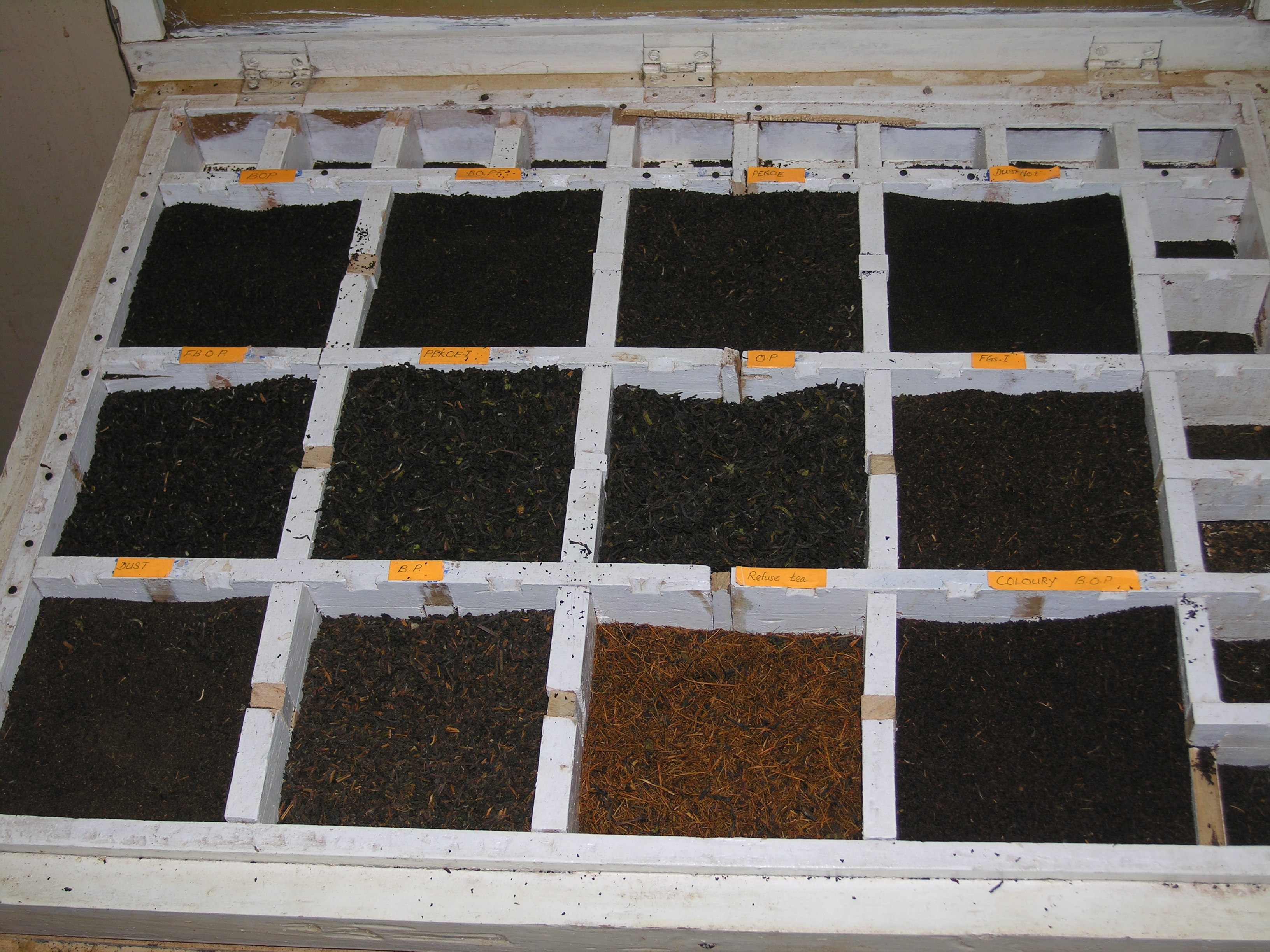
等級ごとに区切られた乾燥茶葉。スリランカの紅茶工場で選別されたO.P. (オレンジペコー)、B.O.P. (ブロークン・オレンジペコー)、ダスト

### サイズによる区分
等級区分の方法は多様であるが、茶葉全体、または粉砕された茶葉のサイズは品質に必要不可欠な要素である。茶葉のサイズは紅茶の淹れ方に関わる重要なポイントとなる。一般的に、茶葉が大きい場合はより長く茶葉を蒸らす必要がある。また茶葉の量で計測する場合、同じ濃さの飲料を作るためには、大きいサイズほどより多くの茶葉を必要とする。

### 形状による区分
いくつかの茶葉はその形状によって区分される。すでに粉砕された状態の茶葉よりも、完全な状態の茶葉（ホールリーフ）のほうが見た目によって等級付けしやすい。

### オレンジペコー

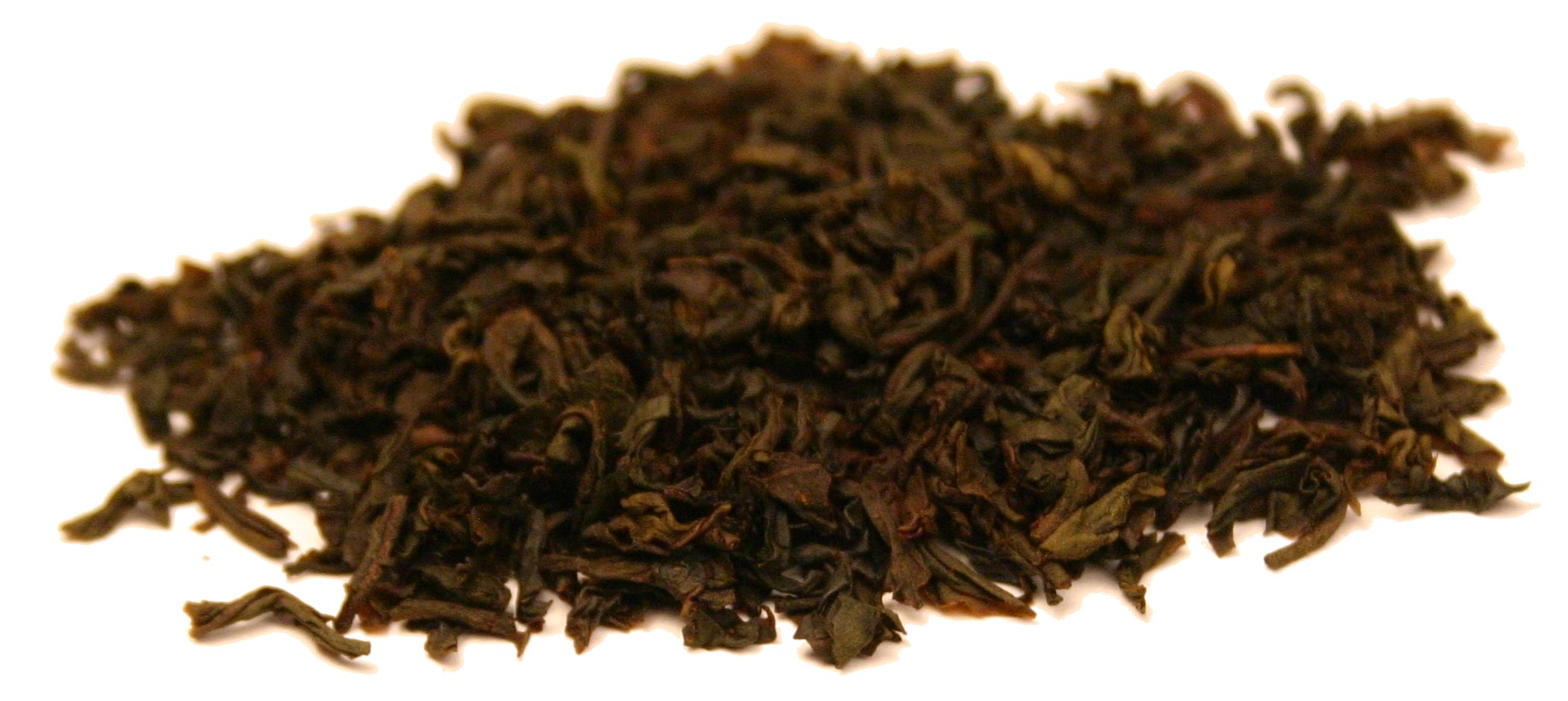
ウィルソン・セイロン・ティーのアールグレイ F.B.O.P. (フラワリー・ブロークン・オレンジペコー)

ペコー、またはOPとも呼ばれるオレンジペコー([ˈpɛkoʊ, ˈpiːkoʊ])は、西洋の茶葉貿易で特定の紅茶の類型を記すために使われた用語である（オレンジペコー・グレーディング）。紅茶産業ではオレンジペコーという用語を、多数のホールリーフの茶葉を使用した一般的な中級の紅茶であることを指すために使用している。しかしながら北アメリカなどの一部の地域では、消費者向けに特定の紅茶を指す言葉として使われている場合もある。この等級区分の中で、最も高い等級の茶葉は新芽や初摘みの茶葉を含むものである。これらの茶葉には数枚の一番若葉と一緒に先端の新芽を摘まれたものが含まれる。等級分けは個々の茶葉や新芽の「サイズ」に基づいており、8メッシュから30メッシュの特殊なふるいにかけられ決定される。このふるいがけがそれぞれの茶葉が欠けていない完全な状態かということ、つまりその茶葉の欠け具合を決定し、その選別が同様に等級区分の要素となる。茶葉のサイズが紅茶の品質のすべてを決定するわけではないが、茶葉のサイズと葉の完全さは風味や味の明瞭さ、紅茶を入れる際の茶葉の蒸らし時間に大きな影響を与える。
紅茶の等級区分の用語以外に使われるとき、ペコー（オレンジペコーとも）という言葉は新芽の中でもまだ開いていない先端の芽のことを指す。「一芯一葉」、または「一芯二葉」のような言葉は新芽の「葉の多さ」を指すために使われる。

#### 語源

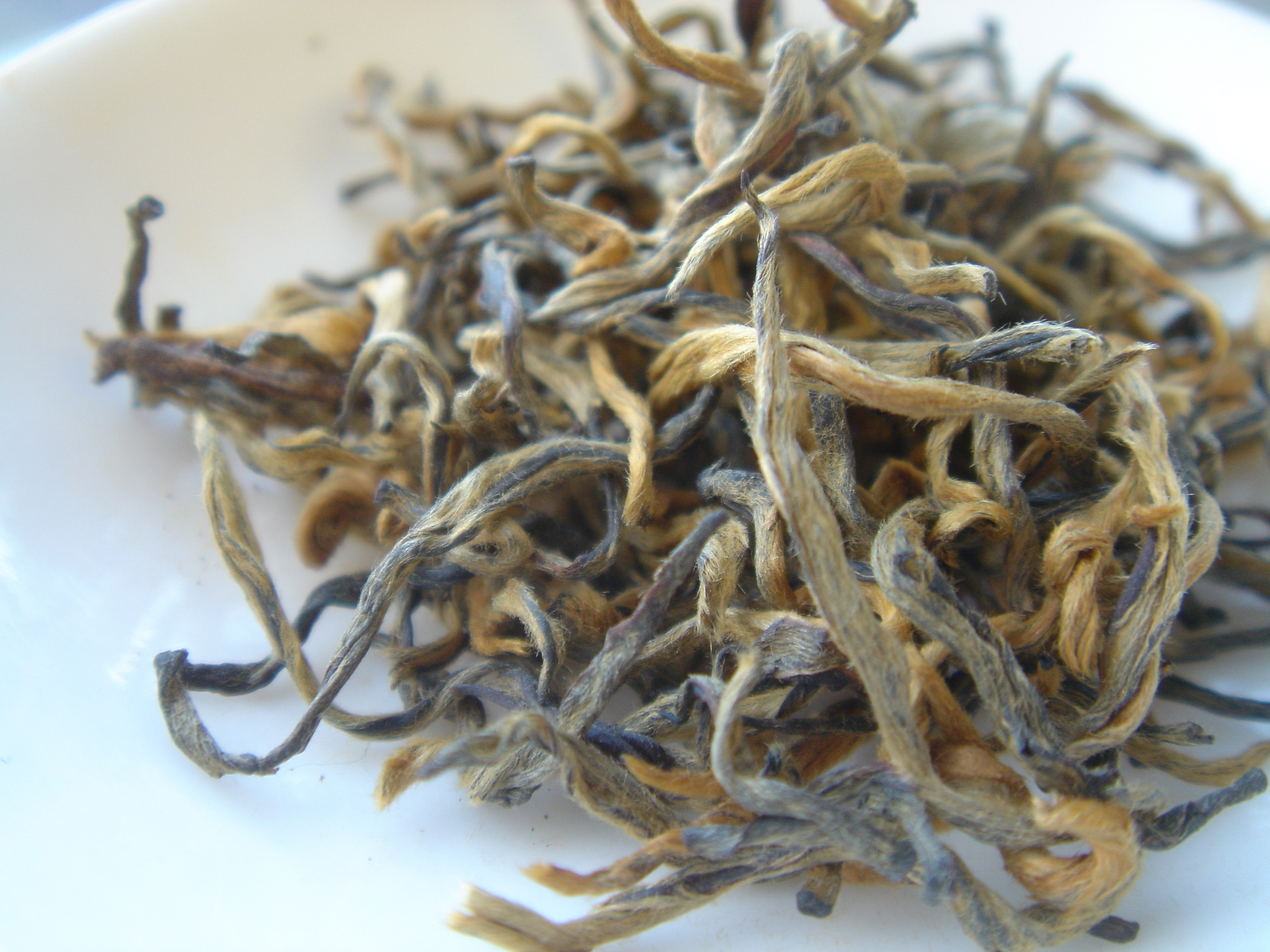
表面にはっきりと白い「毛」が見られる紅茶の茶葉。

「ペコー」という言葉の起源は定かではない。1つの説はアモイ（厦門）の方言で中国茶の言葉として知られていた「白い毛」または「白髪」という意の「白毫」という言葉が誤った発音で翻訳されたことが起源とする説である。 
ロバート・モリソン（1782-1843）は自身による中国語辞書（1819）の中で紅茶を7つの種類に分け、そのなかでも「ペコー」は「一般にヨーロッパ人に知られている」紅茶の1つとしていた。 
「オレンジペコー」という言葉に中国語の先行例はないようであるが、この言葉の発案者ではないにせよ、19世紀英国の紅茶産業の大事業家であったトーマス・リプトンが西洋の市場向けに「オレンジペコー」という言葉を普及させたと広く信じられている。また、オレンジペコーの「オレンジ」という言葉のせいでしばしば、紅茶のフレーバーが果物のオレンジやオレンジ油に由来するとか、あるいは何らかの他の形でオレンジと関連のあるものだと間違われる。しかしながら、「オレンジ」という言葉は紅茶のフレーバーには無関係である。どちらも決定的なものではないが、「オレンジ」の意味について、以下の2つの説がある。
1. 現オランダ王室であるオラニエ・ナッサウ家（オレンジ・ナッソー家）は、オランダ共和国時代の中でも最も尊敬されていた貴族の一門で、オランダとデンマーク東部に位置するシェラン島をコントロールする事実上の元首となっていた。ヨーロッパへ紅茶を運ぶ中心的役割をになっていたオランダ東インド会社は茶葉に「オレンジ」と銘打つことで、オラニエ・ナッサウ家とのつながりを暗示していたとする説がある[15]。
2. 乾燥前の酸化した銅色の高品質の茶葉、または紅茶として完成した状態の乾燥したペコーの明るいオレンジ色が「オレンジ」という名に関連しているとする説がある[17] 。

### ファニングス
ファニングスとは、茶葉の中でも高い等級のものを売るために選り分けて集めた後に残った小さな茶葉のかけらのことである。伝統的には、ファニングスはオレンジペコーのような高品質の紅茶を作る製造過程で出る残留物として扱われていた。ファニングスの中で特に小片のものは「ダスト」に区分される。茶葉の中でも小片のものであるため、ファニングスを淹れるために紅茶の抽出器が一般的に使用されている。製造者によっては、粉砕されていないそのままの茶葉（ホールリーフ）を含むティーバッグも販売してはいるものの、ファニングスは一般的にティーバッグに使用される。
ブロークンリーフやファニングス、ダストを優先して重点的に取り扱っている輸入業者もある。

## 等級
チョッピーにはさまざまなサイズの茶葉が多く含まれている。ファニングスはその多くがティーバックに使われる茶葉の小片である。フラワリーは大きい茶葉で構成され、主に2番摘みまたは3番摘みの葉であり新芽を多く含んでいる。ゴールデンフラワリーはたいてい、かなり若い黄金色の新芽が摘まれたもので、収穫のシーズンの中でも早いうちに摘まれる。ティピーには先端部分の葉が多く含まれている
。

### ホールリーフの等級
| グレード               | 内容 |
| ---------------------- | --- |
| OP                     | Orange Pekoe（オレンジペコー）                                                                                                   |
| OP1                    | OPよりデリケート |
| OPA                    | OPより大きい |
| OPS                    | Orange Pekoe Superior（オレンジペコー・スペリアー）                                                                              |
| FOP                    | Flowery Orange Pekoe（フラワリー・オレンジペコー）                                                                               |
| FOP1                   | FOPでも質の高いもの |
| GFOP                   | Golden Flowery Orange Pekoe（ゴールデン・フラワリー・オレンジペコー）                                                            |
| TGFOP                  | Tippy Golden Flowery Orange Pekoe（ティッピー・ゴールデン・フラワリー・オレンジペコー）                                          |
| TGFOP1                 | TGFOPでも質の高いもの |
| FTGFOP                 | Finest Tippy Golden Flowery Orange Pekoe（ファイネスト・ティッピー・ゴールデン・フラワリー・オレンジペコー）                     |
| FTGFOP1 STGFOP SFTGFOP | Special Finest Tippy Golden Flowery Orange Pekoe（スペシャル・ファイネスト・ティッピー・ゴールデン・フラワリー・オレンジペコー） |

### ブロークンリーフの等級
| グレード | 内容 |
| -------- | --- |
| BT       | Broken Tea（ブロークン・ティー）                                                                              |
| BP       | Broken Pekoe（ブロークン・ペコー）                                                                            |
| BPS      | Broken Pekoe Souchong（ブロークン・ペコー・スーチョン）                                                       |
| FP       | Flowery Pekoe（フラワリー・ペコー）                                                                           |
| BOP      | Broken Orange Pekoe（ブロークン・オレンジ・ペコー）                                                           |
| FBOP     | Flowery Broken Orange Pekoe（フラワリー・ブロークン・オレンジ・ペコー）                                       |
| FBOPF    | Flowery Broken Orange Pekoe Fannings（フラワリー・ブロークン・オレンジペコー・ファニングズ）                  |
| GBOP     | Golden Broken Orange Pekoe（ゴールデン・ブロークン・オレンジペコー）                                          |
| GFBOP1   | Golden Flowery Broken Orange Pekoe 1（ゴールデン・フラワリー・ブロークン・オレンジペコー1）                   |
| TGFBOP1  | Tippy Golden Flowery Broken Orange Pekoe 1（ティッピー・ゴールデン・フラワリー・ブロークン・オレンジペコー1） |

### ファニングスの等級
| グレード | 内容                                                                                               |
| -------- | -------------------------------------------------------------------------------------------------- |
| PF       | Pekoe Fannings（ペコー・ファニングス）                                                             |
| OF       | Orange Fannings（オレンジ・ファニングス）                                                          |
| FOF      | Flowery Orange Fannings（フラワリー・オレンジ・ファニングス）                                      |
| GFOF     | Golden Flowery Orange Fannings（ゴールデン・フラワリー・オレンジ・ファニングス）                   |
| TGFOF    | Tippy Golden Flowery Orange Fannings（ティッピー・ゴールデン・フラワリー・オレンジ・ファニングス） |
| BOPF     | Broken Orange Pekoe Fannings（ブロークン・オレンジペコー・ファニングス）                           |

### ダストの等級
| グレード | 内容                            |
| -------- | ------------------------------- |
| D1       | Dust 1（ダスト1）               |
| PD       | Pekoe Dust（ペコー・ダスト）    |
| PD1      | Pekoe Dust 1（ペコー・ダスト1） |

### その他
- Musc. – Muscatel
- Cl. – Clonal
- Ch. – China varietal
- Qu. – Queen jat
- FBOPF Ex. Spl. – Finest Broken Orange Pekoe Flowery (Extra Special)
- FP – Flowery Pekoe
- PS – Pekoe Souchong
- S – Souchong
- BOF – Broken Orange Fannings
- BPF – Broken Pekoe Fannings
- RD – Pekoe Dust / Red Dust
- FD – Fine Dust
- GD – Golden Dust
- SRD – Super Red Dust
- SFD – Super Fine Dust
- BMF – Broken Mixed Fannings